# Wkraczając w pustkę
Wkraczając w pustkę (Enter the Void) – dramat produkcji francuskiej z 2009 roku w reżyserii Gaspara Noé. W filmie występują Nathaniel Brown, Paz de la Huerta i Cyril Roy.

## Fabuła
Oscar (Brown), żyjący w Tokio amerykański diler narkotyków, mieszka z siostrą Lindą (de la Huerta). Oskar rozmawia z Lindą na temat książki pożyczonej mu przez przyjaciela Alexa (Roy), Tybetańskiej Księgi Umarłych. Po wyjściu siostry z domu Oscar zażywa DMT. Kilkuminutową sekwencję halucynacji przerywa telefon od Victora, który umawia się z Oskarem na transakcję w klubie Próżnia (The Void). Do mieszkania przychodzi Alex, obaj udają się na spotkanie z Victorem. Gdy Oscar wchodzi do klubu, okazuje się, że o spotkaniu uprzedzona była policja. Podczas próby ucieczki Oscar zostaje zastrzelony.
Dusza Oscara opuszcza jego ciało i rozpoczyna wędrówkę po mieście. Przenikając przez ściany budynków jest świadkiem dalszych wydarzeń w życiu jego siostry i przyjaciół. Alex ucieka i ukrywa się przed policją; Victor załamuje się i zostaje odrzucony przez rodziców; Linda również wpada w rozpacz i nie może pogodzić się ze śmiercią brata. Pokazane są sceny z przeszłości: dzieciństwo Oscara i Lindy, tragiczna śmierć ich rodziców w wypadku samochodowym, rozdzielenie rodzeństwa między dwie rodziny zastępcze, przyjazd Lindy do Tokio, romans Oscara z matką Victora.
Ostatnia scena pokazana jest z perspektywy dziecka, urodzonego przez matkę Oscara. Nie wiadomo, czy jest to wspomnienie Oscara, czy też jego życie rozpoczyna się na nowo.

## Obsada
- Nathaniel Brown – Oscar
- Paz de la Huerta – Linda
- Cyril Roy – Alex
- Emily Alyn Lind – Linda w dzieciństwie
- Jesse Kuhn – Oscar w dzieciństwie
- Olly Alexander – Victor
- Ed Spear – Bruno
- Masato Tanno – Mario

## Produkcja
Pomysł na film Noé rozwijał przez lata. Około 2000 roku scenariusz był zaakceptowany do produkcji przez wytwórnię X-Filme Creative Pool Toma Tykwera, ale potem projekt zarzucono, z powodu zbyt wysokich kosztów. Po sukcesie komercyjnym Nieodwracalne z 2002 roku wytwórnia filmowa Wild Bunch zgodziła się sfinansować obraz. Ostatecznie, Enter the Void został wyprodukowany przez Fidélité Films z 70% udziałem finansowym Wild Bunch. Koproducentami były wytwórnia Noégo Les Cinémas de la Zone, wytwórnia efektów specjalnych BUF Compagnie, niemiecka Essential Filmproduktion i włoska BIM Distribuzione. Dodatkowe dofinansowanie zapewniły Canal+ i Eurimages. Budżet wyniósł 12,38 mln euro.

## Zdjęcia
Ekipa filmowa pracowała w Tokio przez trzy miesiące, począwszy od 19 października 2007. Sceny wspomnień były kręcone w Montrealu przez cztery tygodnie wiosny następnego roku, zdjęcia zakończono 16 maja 2008. Do Tokio wracano jeszcze dwukrotnie aby nakręcić uzupełniające ujęcia; raz jeszcze przed zdjęciami w Montrealu i po raz drugi, już po zakończeniu właściwych zdjęć. W zespole filmowców pracujących w Tokio tylko cztery osoby były z Francji, reszta ekipy była Japończykami. Za scenografię w Tokio odpowiadał Marc Caro, który dopiero co zakończył prace nad debiutanckim obrazem Dante 01.
Większość filmu nakręcono na taśmie Kodak Vision3 250D. Sceny przedstawiające Oscara za życia były kręcone w formacie super 35 przy użyciu kamer Arricam LT, natomiast pozostałe ujęcia w formacie super 16 przy użyciu kamer Aaton XTR Prod. Autorem zdjęć był Benoît Debie, wcześniej pracujący z reżyserem przy Nieodwracalne. Tak jak wtedy, Noé niechętnie korzystał ze sztucznego oświetlenia. Dzięki licznym neonom na ulicach Tokio udało się dodatkowe oświetlenie ograniczyć do minimum, mimo że wiele scen było kręconych późną nocą. W niektórych scenach Debie i Noé zdecydowali o użyciu dodatkowego barwnego oświetlenia, które miało odzwierciedlać nastroje bohaterów. Zastosowano wtedy czerwone, zielone i niebieskie automatyczne oświetlenie klubowe. Stosowano też oświetlenie stroboskopowe, programowane razem ze światłami klubowymi. Unikano niebieskiego światła, ponieważ twórcy filmu nie wiązali tej barwy z marzeniami sennymi. Operatorem kamery w większości scen był Noé, jedynie w kilku scenach z Oscarem biegnącym ulicą kamerę obsługiwał Debie, który jest wyższy.

## Muzyka
Noé zaprosił Thomasa Bangaltera z Daft Punk, autora muzyki do Nieodwracalne, do stworzenia muzyki na potrzeby Enter the Void. Jednak Bangalter pracował już nad muzyką do innego filmu, Tron: Dziedzictwo. W zamian zaoferował skompilowanie ścieżki dźwiękowej z utworów innych artystów, by urzeczywistnić wizję „wiru dźwięków” Noégo. W czołówce filmu wykorzystano utwór „Freak” LFO. Sceny z dzieciństwa Oscara i Lindy zilustrowane są nagraniem Delii Derbyshire Arii na strunie G Bacha. W scenie halucynacji Oscara po DMT słychać początek utworu „ANS” grupy Coil. Ponadto, na ścieżce dźwiękowej filmu znalazły się utwory Toshiyi Tsunody („Music for Baby”), Alvina Luciera („Music for Gamelan Instruments, Microphones, Amplifiers and Loudspeakers”), Denisa Smalleya, Lullatone i Zbigniewa Karkowskiego.